# Victor Ehikhamenor
Victor Ehikhamenor (* 1970, Udomi-Uwessan, stát Edo, Nigérie) je nigerijský vizuální umělec, spisovatel a fotograf známý svými rozsáhlými díly, které se zabývají mnohonárodním kulturním dědictvím a postkoloniální socioekonomikou současného černošského života. V roce 2017 byl vybrán (spolu s dalšími dvěma umělci), aby reprezentoval Nigérii na Bienále v Benátkách, poprvé, kdy byla Nigérie zastoupena na události. Jeho práce byla popsána jako „symbol odporu“ vůči kolonialismu.

## Životopis
Ehikhamenor se narodil v Udomi-Uwessanu, státu Edo, Nigérii, části starověkého Beninského království, známého svou historickou tradicí odlévání bronzu. Vzdělání získal v Nigérii a ve Spojených státech. V roce 2008 se vrátil ze Spojených států, aby pracoval v Lagosu.
Jeho babička byla tkadlena látek, strýc fotograf, dědeček z matčiny strany kovář a matka místní umělkyně.

## Umění a psaní
Jeho tvorba je silně ovlivněna prací vesničanů, zejména jeho babičky. Tuto tradiční výchovu považuje za základní princip své inspirace; od babiček, které na svém malém tkalcovském stavu tkaly látky s místně barvenými nitěmi, přes pozorování pečlivé malby/zdobení jeho matky hlínou a uhelnými pigmenty až po pozorování jiných vesničanů, kteří si dělali značky na starodávných zdech svatyní a oltářů. To je trvalý rys jeho práce, která je abstraktní, symbolická a politicky motivovaná; ovlivněna dualitou afrického tradičního náboženství a zachycením západních přesvědčení, vzpomínek a nostalgie.
Ehikhamenor uspořádal řadu samostatných uměleckých výstav po celém světě. V roce 2016 byl jedním z 11 nigerijských umělců pozvaných, aby se připojili ke třiadvaceti indonéským umělcům na velké výstavě na Bienále. V Národním muzeu Jogja ukázal instalaci s názvem „Bohatství národů“. Ehikhamenor byl pozván do Art Dubai v březnu 2018. V červenci 2018 byl také jedním z nigerijských umělců vybraných k setkání a vystavení děl pro hostujícího francouzského prezidenta Emmanuela Macrona. Výstava pořádaná ART X Lagos se konala ve svatyni Afrika, nočním klubu Femi Kuti. Jeho práce byly také vystaveny na samostatných a skupinových výstavách v muzeích a galeriích po celém světě, včetně Tyburn Gallery (Londýn), Rele Gallery (Lagos, Nigérie), Jennings Gallery (Washington, DC), 5. Meditationa Biennale (Poznaň, Polsko), 12. bienále Dak'art (Dakar, Senegal), Bienále Jogja XIII (Yogyakarta, Indonésie).
Umění a fotografie autora byly použity pro úvodníky i pro přebaly knih od autorů, jako jsou například Chimamanda Ngozi Adichieová, Helon Habila, Toni Kan, Chude Jideonwo a Chika Unigwe. Byly také ilustrovány na látkách a vystaveny na mezinárodních módních přehlídkách.
Jeho debutová básnická sbírka Sordid Rituals vyšla v roce 2002. Jeho druhá kniha, Excuse Me! (Omluvte mě!, 2012), satirický kreativní non-fiction pohled na život Afričanů doma i v zahraničí, je doporučeným textem na dvou nigerijských univerzitách.
Publikoval četné beletrie a kritické eseje s akademickými časopisy, mainstreamovými časopisy a novinami z celého světa, včetně The New York Times, CNN Online, Washington Post, Farafina, AGNI Magazine a Wasafiri. Jeho povídka „The Supreme Command“ získala v roce 2003 cenu Asociace vysílatelů Commonwealthu.
Jednou byl popsán jako „nesporně jeden z nejinovativnějších současných umělců Afriky“ a jeden ze „42 afrických inovátorů, které je třeba sledovat“.

## Komentáře k dílu Damiena Hirsta

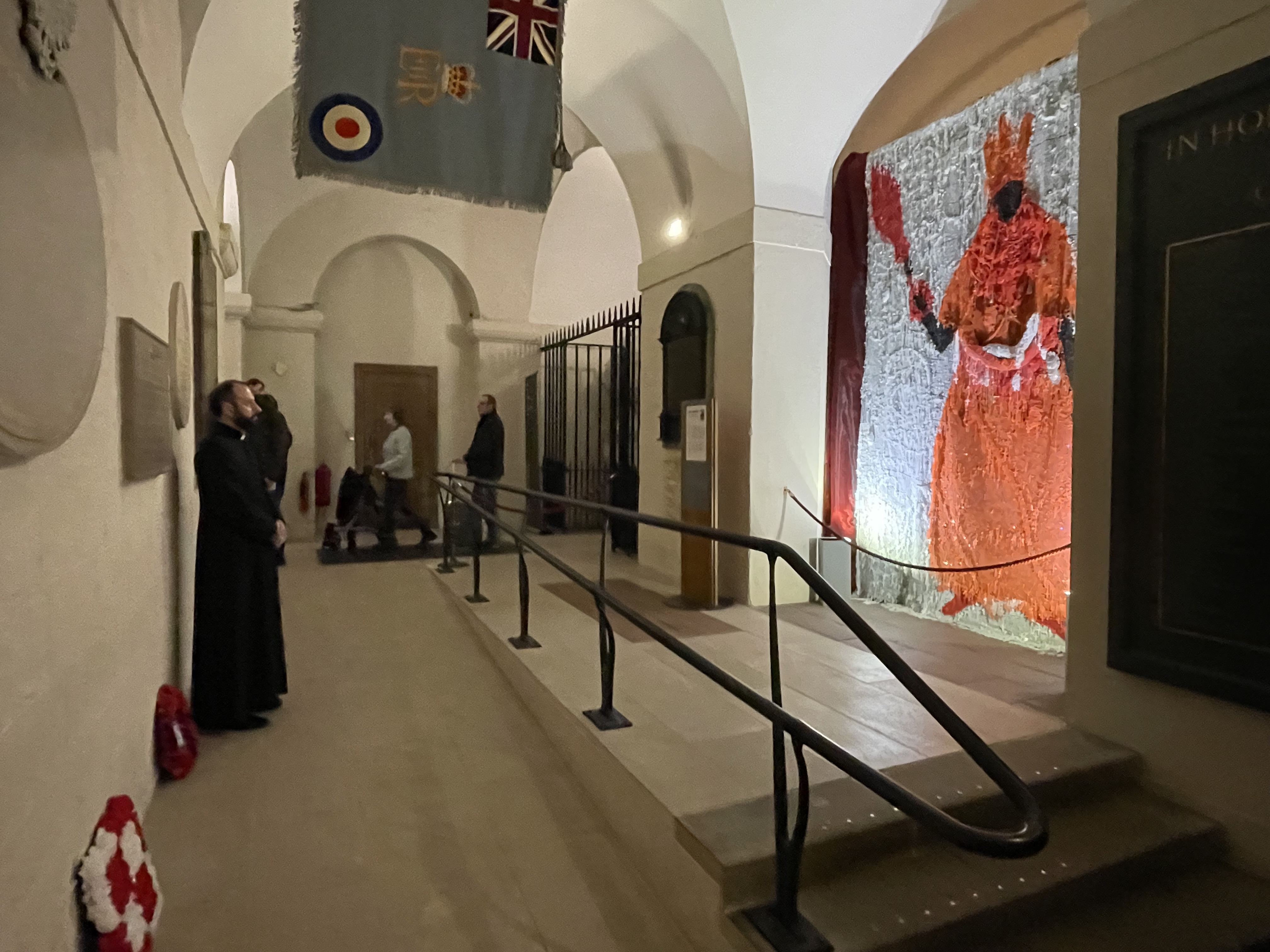
Památník Victora Ehikhamenora „Still Standing“ vystavený v katedrále svatého Pavla v únoru 2022. Zobrazuje Oba z Beninu stojící vedle pomníku admirála Rawsona, který vedl trestnou výpravu do království Benin v roce 1897.

Dne 8. května 2017, během účasti na Benátském bienále, Ehikhamenor poprvé upozornil na to, co popisuje Damien Hirst jako kulturní přivlastnění nigerijského umění Yoruba. Výstava britského umělce nazvaná Treasures From the Wreck of the Unbelievable představovala různé sochy, které měly být vnímány jako trosky zachráněné z vraku lodi. Ale jedním z vystavených artefaktů byla kopie „Ori Olokun“, slavného bronzového umění Ife ze 14. století, nyní popisovaného jako „Zlaté hlavy“.
Jeho série vynesla toto téma do popředí v místních i mezinárodních médiích.

## Angels and Muse
V únoru 2018 Ehikhamenor otevřel Angels and Muse (Andělé a múza), popsaný jako „multimodální co-workingový prostor v Lagosu zahalený nástěnnými malbami, vitrážemi a krásným osvětlením, což přináší ohromující vizuální a pohlcující zážitek“. Prostor, který se také používá pro rezidenční pobyty umělců, se nachází v oblasti Ikoyi ve státě Lagos a obsahuje „multidisciplinární místnost“, která se mimo jiné používá pro „workshopy, školení, čtení knih, výstavy experimentálního nebo konceptuálního umění“. Projekt byl uveden v 10. epizodě seriálu Netflix Amazing Interiors v červenci 2018.

## Návrhy obalů knih
- 2003: Feeding Frenzy: Jonathan Luckett
- 2004: Purple Hibiscus: Chimamanda Adichie
- 2005: Sky High Flame: Unoma Azuah
- 2005: English In Africa Journal of the English Department, Rhodes University, Jihoafrická republika
- 2007: Measuring Times: Helon Habila
- 2008: Jambula Tree and Other Stories Anthology of Caine Prize winners and shortlisted writer by Cassava Republic, Abuja Nigeria
- 2008: Dreams, Miracles and Jazz: Helon Habila a Khadija Sesay
- 2008: One World Anthology of short stories:  New Internationalist Publishers, UK
- 2008: Of Friends, Money and Greed Anthology of three stories and a play: Hodders Publishers, UK
- 2009: Songs of Absence and Despair collection of poems: Toni Kan
- 2009: Salutes without Guns collection of poems: Ikeogu Oke
- 2010: Christopher Okigbo: Thirsting for Sunlight: Obi Nwakanma
- 2010: Shahid Reads His Own Palm Poems: Reginald Dwayne Betts
- 2011: Markets of Memories; Between the Postcolonial and the Transnational: Malik Nwosu
- 2012: A Splash of Glory: Angela Nwosu
- 2013: Oil on Water: Helon Habila
- 2014: Africa in Fragments: Essays on Nigeria, Africa and Africanity: Moses Ochonu
- 2014: Half of a Yellow Sun- (film): Chimamanda Adichie
- 2014: Americanah: Chimamanda Ngozi Adichieová
- 2015: Literature and Arts in the African Dispora
- 2015: Story Collection for Caine Prize for African Writing 2015
- 2016: New Generation African poets: A chapbook box set (TATU); editoři: Kwame Dawes a Chris Abani
- 2016: The Sound of Things to Come: Emmanuel Iduma
- 2017: Under the Udala Trees: Chinelo Okparanta (anglická a francouzská verze)
- 2018: Reshapig Cultural Policies: Advancing Creativity for Development 2018 UNESCO
- 2018: The Rape of Shavi: Buchi Emecheta
- 2018: The Bride Price: Buchi Emecheta
- 2018: Double Yoke: Buchi Emecheta
- 2018: In the Ditch: Buchi Emecheta
- 2018: Head above Water: Buchi Emecheta
- 2018: The Slave Girl: Buchi Emecheta

## Ocenění a rezidence
- 2015: Casa Zia Lina, Elba Itálie
- 2016: Nirox Foundation Residency, Johannesburg, Jihoafrická republika
- 2016: Greatmore Residency, Cape Town, Jihoafrická republika
- 2016: Rockefeller Foundation Bellagio Fellow, Italy[18]
- 2018: Civitella Ranieri Fellow, Italy
- 2018: Art Dubai Residency[19]
- 2020: National Artist in Residence, Neon Museum, Las Vegas

## Výstavy

### Samostatné výstavy
- 2000: Spirits In Dialogue The Brazilian-American Cultural Institute Gallery, Washington, D.C.
- 2000: Beyond The Surface Utopia Art/Grill, Washington, D.C.
- 2001: Discovering the gods Monroe Gallery, Arts Club of Washington, Washington, D.C.
- 2004: Songs and Stories: Moonlight Delight Utopia Gallery, Washington, D.C.
- 2005: Talking Walls BB&T Bank, NW Washington, D.C.
- 2005: Divine Intervention Howard University A J Blackburn Center Gallery, Washington, D.C.
- 2005: Body Language Utopia Art/Grill, Washington, D.C.
- 2006: Beyond The River Grenada Embassy, Washington, D.C.
- 2007: Labyrinth of Memories Didi Museum, Lagos, Nigeria.
- 2007: Rocks & Roses Victoria Crown Plaza, Lagos, Nigeria.
- 2008: Invasion of Privacy Jennings Gallery, Washington, D.C
- 2009: Mirrors and Mirages Terra Kulture Gallery, Lagos, Nigeria
- 2010: Roforofo Fight: Painting to Fela's Music Bloom Gallery, Lagos Nigeria
- 2011: Artist Experience Whitespace, Ikoyi Lagos
- 2011: Entrances & Exits: In search of not forgetting, CCA, Lagos Nigeria
- 2012: "Crossing the Line" Bloom Gallery, Lagos
- 2013: Amusing The Muse Temple Muse, Lagos
- 2014: In The Lion's Lair: Photographing Wole Soyinka Ake Arts and Books Festival, Abeokuta, Nigeria.[20]
- 2014: Chronicles Of The Enchanted World Gallery of African Art, London
- 2015: Paperwork: Works on paper Constant Capital Gallery, Lagos
- 2016 1:54 Contemporary African Art Fair[21]
- 2017 In the Kingdom of this World, Tyburn Gallery, London[22][23]
- 2019: Daydream Esoterica Rele Gallery, Lagos
- 2021: "Facebook HQ Open Art" in Dubai UAE.
- 2021: “Do This In Memory of Us” Lehman Maupin gallery, New York[24]
- 2021: The Royal Academy Summer Show curated by Yinka Shonibare[25]
- 2022: "Still Standing" at St. Paul's Cathedral, London, England.[26][27][28]

### Skupinové výstavy
- 2008: Black Creativity Museum of Science and Industry, Chicago, IL, USA
- 2014: ARENA Center of Contemporary Art, Torun, Polsko
- 2015: Displacement Fiction and drawings in collaboration with Toby Zielony for German Pavilion, 56. Venice Biennale, Itálie
- 2015: Biennale Jogja XIII, Equator #3 2015, Indonésie
- 2016: A Place In Time Nirox Foundation Sculpture Park in collaboration with Yorkshire Sculpture Park, Johannesburg, Jihoafrická republika
- 2016: Dakart Biennale Curated by Simon Njami[29]
- 2017 A Biography of the Forgotten, Nigerian Pavilion, 57th Venice Biennale, Venice, Italy with Peju Alatise and Qudus Onikeku[30][31]
- 2018: 2018 ReSignifications: The Black Mediterranean[32]
- 2018: International Contemporary Art Exhibition; Arménie
- 2020: Tomorrow there will be more of us, Stellenbosch Triennale, Stellenbosch, Jihoafrická republika
- 2021: "Looted History" MUSEUM AM ROTHENBAUM, Hamburk, Německo.